# Svetlana Al·lilúieva
Svetlana Ióssifovna Al·lilúieva (nascuda el 28 de febrer del 1926 a Moscou, Unió Soviètica- 22 de novembre de 2011 Richland Center Wisconsin (Estats Units)) fou l'única filla de l'antic líder soviètic Ióssif Stalin.
La seva mare, Nadejda Al·lilúieva, morí el 9 de novembre del 1932 (probablement se suïcidà), quan Svetlana només tenia sis anys. Malgrat totes les atrocitats comeses per Stalin durant la seva dictadura, sempre dedicà molt d'amor a Svetlana durant la seva infància. Tanmateix, tot això canvià quan, a l'edat de 16 anys, Svetlana s'enamorà d'un productor de cinema jueu de 40 anys, Aleksei Kàpler. Stalin no abandonà mai la seva filla, però la seva relació quedà compromesa. Svetlana s'acabà casant a l'edat de 17 anys amb un altre jueu, Grigori Morózov, que estudiava a la Universitat de Moscou. Stalin no anà al casament.
Després de la mort de Stalin el 1953, Svetlana renuncià al cognom del seu pare i des d'aleshores va utilitzar el de la seva mare. El 1967 fugí de la Unió Soviètica i li fou concedit l'asil polític als Estats Units, cosa que fou presentada com una victòria prestigiosa a la premsa d'aquest país. A la dècada del 1980 tornà a la seva pàtria, però pocs anys més tard retornà als Estats Units, on va viure fins a la seva mort en una residència per a gent gran de Wisconsin.